# Hokkaidó

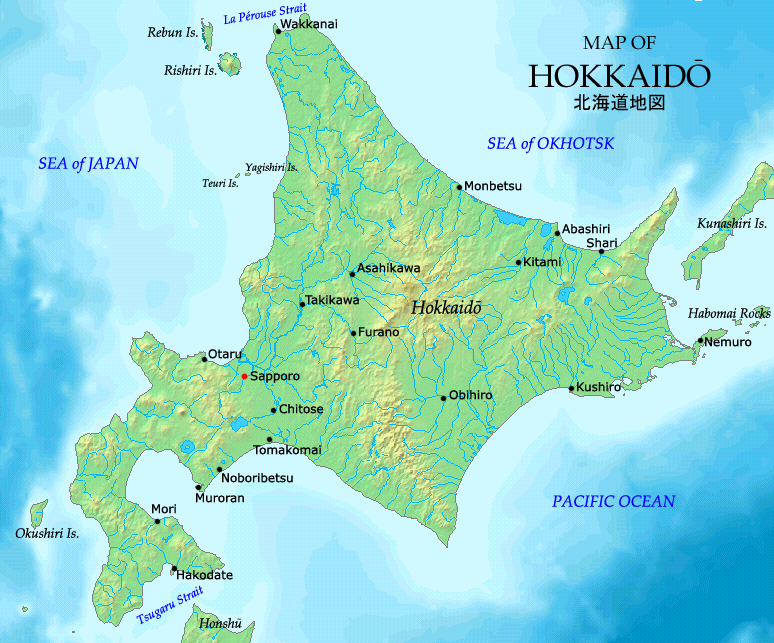
Mapa prefektury Hokkaidó

Hokkaidó (japonsky  北海道) je nejsevernější a druhý největší japonský ostrov. 

## Charakteristika
Má chladné klima a na japonské poměry i velmi nízkou hustotu osídlení (66,4 obyvatel/km² – na ploše 77 900 km² žije zhruba 5,76 mil. obyvatel, z toho 2 mil. v Sapporu a okolí). V prosinci 1868 zde admirál Takeaki Enomoto v přístavu Hakodate vyhlásil nezávislou Republiku Ezo. Fakticky byl ostrov kolonizován centrální vládou období Meidži až od přelomu 60. a 70. let 19. století – z té doby také pochází nynější jméno, znamenající „(správní) oblast severního moře“; dříve byl znám pod pejorativním označením Ezo (蝦夷; „barbarský“). Až do obsazení nově vzniklým císařstvím byl ostrov obýván původním národem Ainuů s menšími sídly japonských osadníků na jižním pobřeží.
Právě pozdní japonská kolonizace také způsobila, že ostrov je v porovnání se zbytkem Japonska řídce osídlený.

## Administrativní dělení
Ostrov Hokkaidó, spolu s několika malými ostrůvky v jeho okolí, tvoří administrativně největší japonskou prefekturu. Prefektura Hokkaidó se dále dělí na podprefektury ( (総合)振興局 [(sógó)šinkókjoku] neboli 支庁[šičó]:
| - Hidaka (日高) - Hijama (檜山) - Iburi (胆振) - Išikari (石狩) - Kamikawa (上川) - Kuširo (釧路) - Nemuro (根室) | - Ohócuku (オホーツク) (do 1. 4. 2010 podprefektura Abaširi, 網走) - Ošima (渡島) - Rumoi (留萌) - Sorači (空知) - Sója (宗谷) - Širibeši (後志) - Tokači (十勝) |